# Mésandans
Mésandans est une commune française située dans le département du Doubs, la région culturelle et historique de Franche-Comté et la région administrative Bourgogne-Franche-Comté.

## Géographie
À la porte du val de Montmartin, à la cassure du plateau entre Doubs et Ognon, le bourg est bâti sur une faible pente bien orientée au soleil couchant. Les ruisseaux de la Grande Noye et de Celery s'écoulent vers l'Ognon par la cluse d'Huanne. L'altitude de 426 mètres au Bois des Brosses tombe à 300 mètres au village. La partie haute du territoire est parsemée "d'empoues" (entonnoirs) dans lesquels disparaissent les rus. Le plus important est le gouffre de la Pucelle, non encore exploré.

### Climat
Pour des articles plus généraux, voir Climat de la Bourgogne-Franche-Comté et Climat du Doubs.
En 2010, le climat de la commune est de type climat de montagne, selon une étude du Centre national de la recherche scientifique s'appuyant sur une série de données couvrant la période 1971-2000. En 2020, Météo-France publie une typologie des climats de la France métropolitaine dans laquelle la commune est exposée à un climat semi-continental et est dans la région climatique  Jura, caractérisée par une forte pluviométrie en toutes saisons (1 000 à 1 500 mm/an), des hivers rigoureux et un ensoleillement médiocre. 
Pour la période 1971-2000, la température annuelle moyenne est de 9,9 °C, avec une amplitude thermique annuelle de 17,2 °C. Le cumul annuel moyen de précipitations est de 1 212 mm, avec 12,5 jours de précipitations en janvier et 10,7 jours en juillet. Pour la période 1991-2020, la température moyenne annuelle observée sur la station météorologique de Météo-France la plus proche, « Branne_sapc », sur la commune de Branne à 10 km à vol d'oiseau, est de 11,1 °C et le cumul annuel moyen de précipitations est de 1 127,0 mm. 
La température maximale relevée sur cette station est de 39 °C, atteinte le 7 août 2015 ; la température minimale est de −19,8 °C, atteinte le 20 décembre 2009,,. 
Les paramètres climatiques de la commune ont été estimés pour le milieu du siècle (2041-2070) selon différents scénarios d'émission de gaz à effet de serre à partir des nouvelles projections climatiques de référence DRIAS-2020. Ils sont consultables sur un site dédié publié par Météo-France en novembre 2022.

## Urbanisme

### Typologie
Au 1er janvier 2024, Mésandans est catégorisée commune rurale à habitat dispersé, selon la nouvelle grille communale de densité à 7 niveaux définie par l'Insee en 2022.
Elle est située hors unité urbaine et hors attraction des villes,.

### Occupation des sols
L'occupation des sols de la commune, telle qu'elle ressort de la base de données européenne d’occupation biophysique des sols Corine Land Cover (CLC), est marquée par l'importance des territoires agricoles (53,6 % en 2018), en diminution par rapport à 1990 (58,9 %). La répartition détaillée en 2018 est la suivante : 
forêts (41,1 %), zones agricoles hétérogènes (26,7 %), terres arables (16,3 %), prairies (10,6 %), zones urbanisées (5,3 %). L'évolution de l’occupation des sols de la commune et de ses infrastructures peut être observée sur les différentes représentations cartographiques du territoire : la carte de Cassini (XVIIIe siècle), la carte d'état-major (1820-1866) et les cartes ou photos aériennes de l'IGN pour la période actuelle (1950 à aujourd'hui).

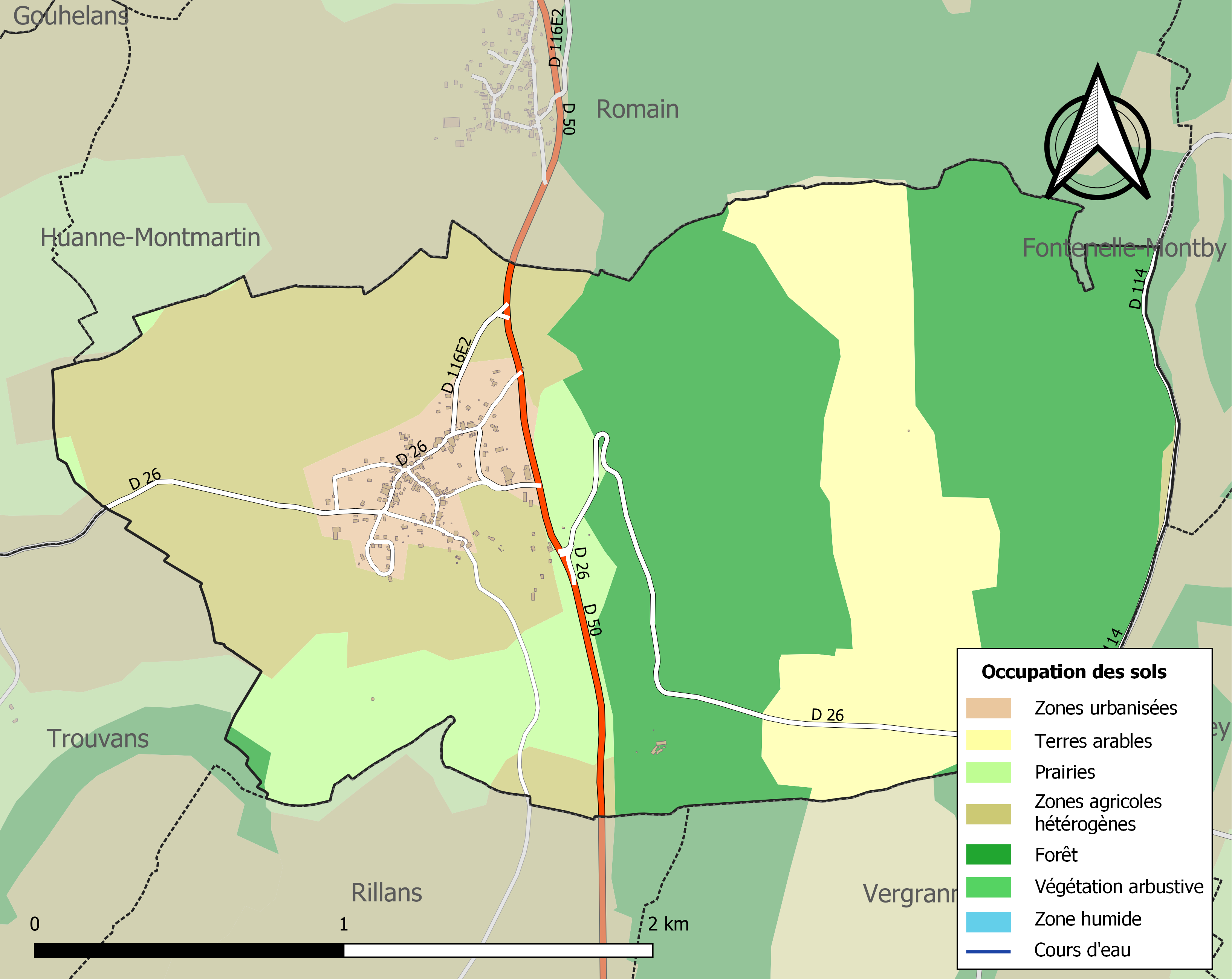
Carte des infrastructures et de l'occupation des sols de la commune en 2018 (CLC).

## Histoire
Masendans en 1280 ; Mésandant en 1284 ; Moissandans en 1392 ; Moisandans en 1440 ; Maisandans en 1462 ; Mésandans depuis 1614.
La crête, à l'est du village, comporte de nombreux tumulus remontant au premier âge du fer (VIIe siècle av. J.-C.). Ces tombes, qui doivent encore mises au jour, ne renfermeraient que quelques rares parures ou armes en bronze et en fer. D'anciennes populations encore nomades, faisant paître leurs troupeaux mais sachant aussi se montrer guerrières, traversent la région, au gré des saisons, et s'y établissent progressivement.
L'appellation des lieux-dits du Chateley et du Chatelot évoque, dans le val de Montmartin, la présence de postes de contrôle datant de l'époque gallo-romaine.
Nombre de familles du village de Mésandans exercent, du XIVe au XVIIe siècle, des fonctions privilégiées à la cour des seigneurs de Montmartin. Les vestiges des maisons Renaissance au village, témoignent de ce prestigieux passé.
Dès le XIVe siècle, grâce à l'excellente qualité du terroir et à la bonne orientation des coteaux, la viticulture constitue la principale activité économique, reléguant au second plan l'élevage et l'exploitation forestière.
Quand survient la Révolution, deux familles de récente noblesse, les Noël de Mésandans et les Gaudy de Mésandans, sont maîtresses de la localité.
À la fin du XIXe siècle, la vigne survit difficilement aux ravages du phylloxéra, malgré le repiquage de nouveaux plants. L'élevage, alors assez florissant, principalement destiné au trait et à la boucherie, prend la relève des activités viticoles. Ses céréales, au début du XXe siècle, sont recherchées, pour les semailles, par les cultivateurs des moyens plateaux du Doubs.

## Politique et administration
| Période                                  | Période                   | Identité                                      | Étiquette | Qualité                                                                 |
| ---------------------------------------- | ------------------------- | --------------------------------------------- | --------- | ----------------------------------------------------------------------- |
| mars 2001                                | 2008                      | Roland Genin                                  | DVD       | Chef d'entreprise Conseiller général du canton de Rougemont (1979-2004) |
| mars 2008                                | En cours (au 31 mai 2020) | Joseph Cuenot, Réélu pour le mandat 2020-2026 | DVD       | Contremaître                                                            |
| Les données manquantes sont à compléter. |                           |                                               |           |                                                                         |

## Démographie
L'évolution du nombre d'habitants est connue à travers les recensements de la population effectués dans la commune depuis 1793. Pour les communes de moins de 10 000 habitants, une enquête de recensement portant sur toute la population est réalisée tous les cinq ans, les populations de référence des années intermédiaires étant quant à elles estimées par interpolation ou extrapolation. Pour la commune, le premier recensement exhaustif entrant dans le cadre du nouveau dispositif a été réalisé en 2006.

En 2022, la commune comptait 234 habitants, en évolution de +6,85 % par rapport à 2016 (Doubs : +1,88 %, France hors Mayotte : +2,11 %).
| 1793 | 1800 | 1806 | 1821 | 1831 | 1836 | 1841 | 1846 | 1851 |
| ---- | ---- | ---- | ---- | ---- | ---- | ---- | ---- | ---- |
| 336  | 333  | 375  | 396  | 388  | 390  | 401  | 380  | 387  |

| 1856 | 1861 | 1866 | 1872 | 1876 | 1881 | 1886 | 1891 | 1896 |
| ---- | ---- | ---- | ---- | ---- | ---- | ---- | ---- | ---- |
| 316  | 334  | 341  | 331  | 327  | 334  | 298  | 298  | 262  |

| 1901 | 1906 | 1911 | 1921 | 1926 | 1931 | 1936 | 1946 | 1954 |
| ---- | ---- | ---- | ---- | ---- | ---- | ---- | ---- | ---- |
| 241  | 248  | 243  | 218  | 195  | 187  | 163  | 185  | 173  |

| 1962 | 1968 | 1975 | 1982 | 1990 | 1999 | 2006 | 2011 | 2016 |
| ---- | ---- | ---- | ---- | ---- | ---- | ---- | ---- | ---- |
| 127  | 110  | 98   | 89   | 105  | 121  | 138  | 209  | 219  |

| 2021 | 2022 | - | - | - | - | - | - | - |
| ---- | ---- | - | - | - | - | - | - | - |
| 233  | 234  | - | - | - | - | - | - | - |

## Lieux et monuments

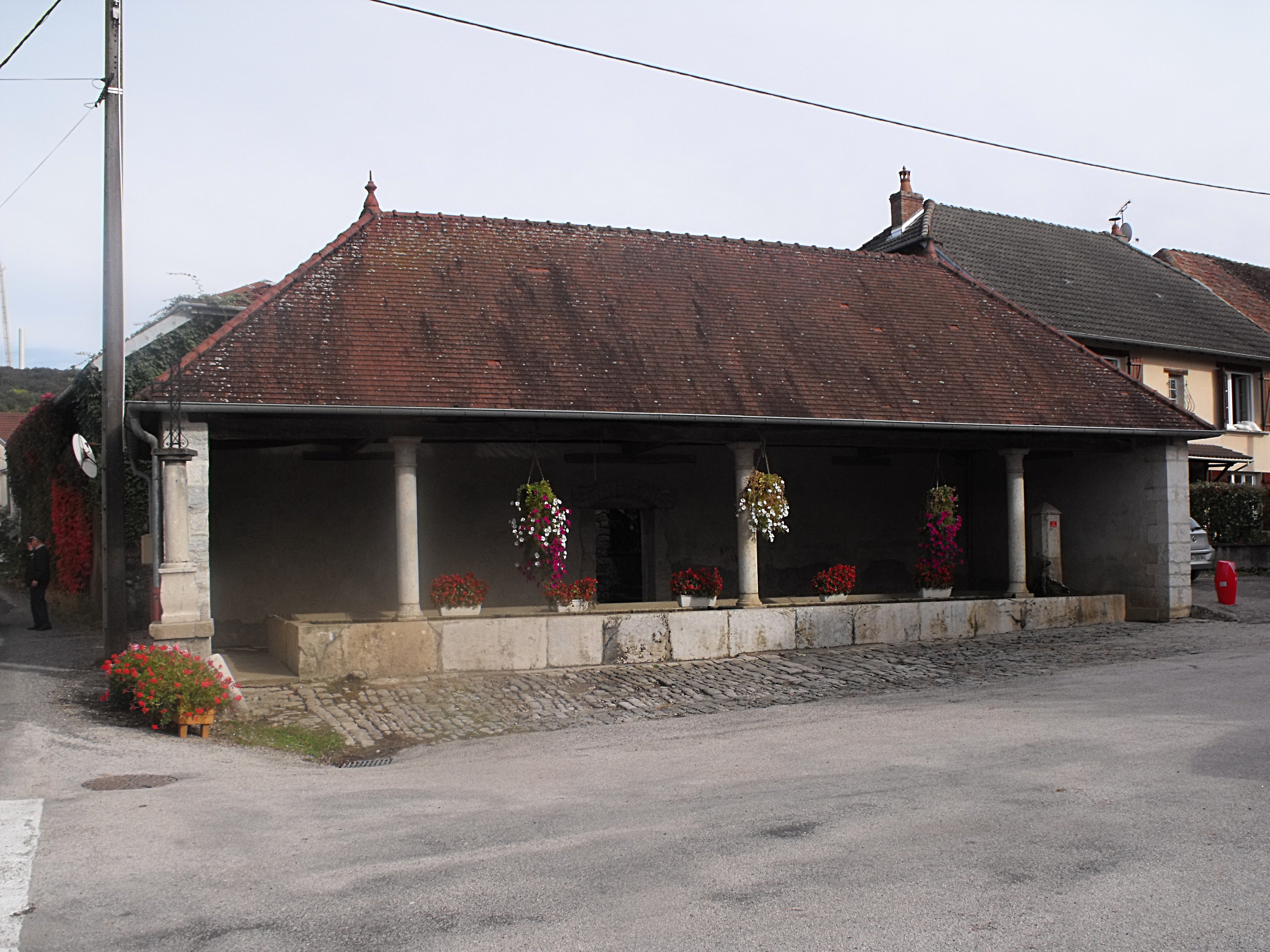
Le grand lavoir.
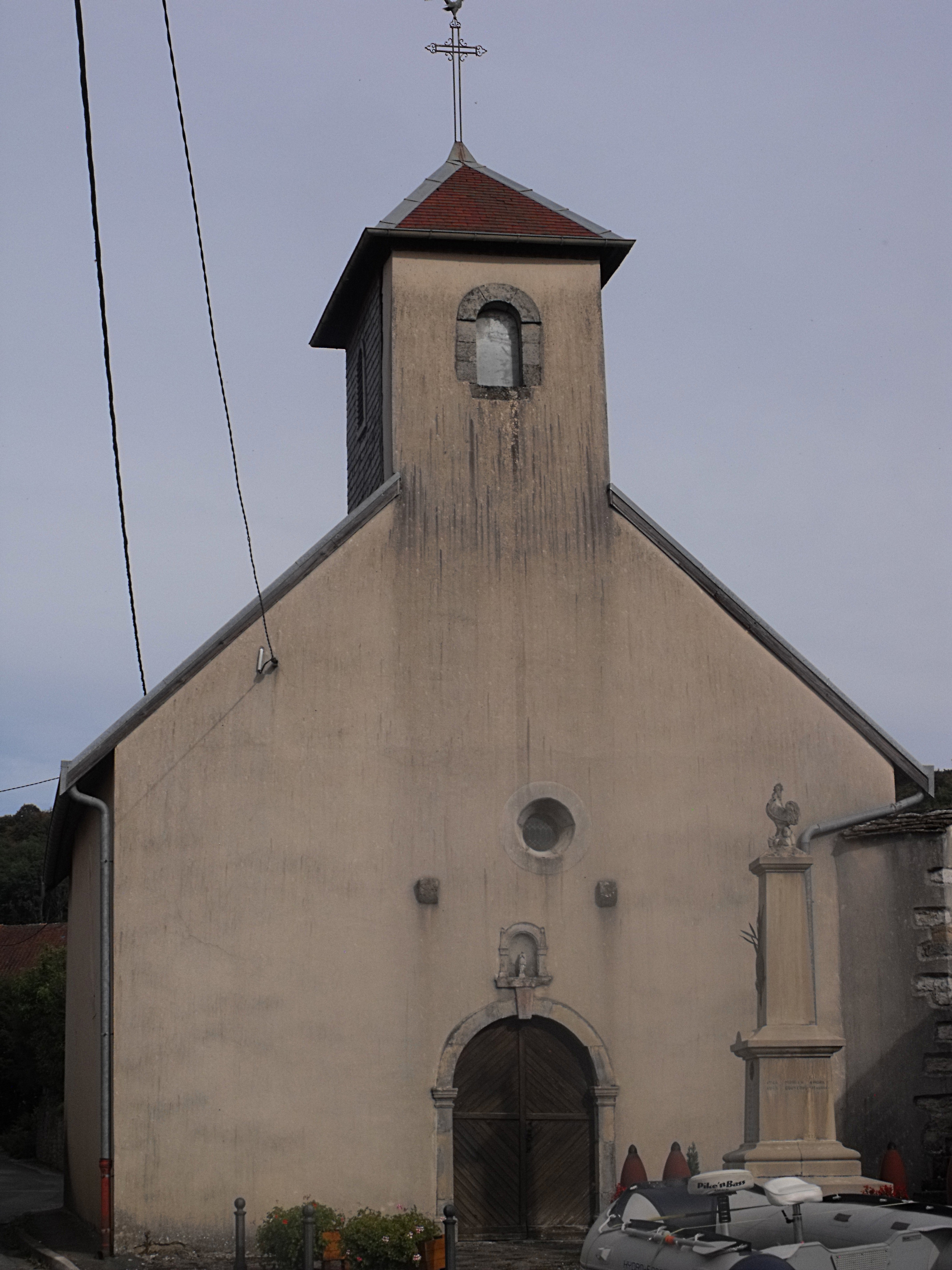
La chapelle du XVe siècle.

- Le grand lavoir.
- La chapelle.